# Bob Kauffman
Robert "Bob" Kauffman (Brooklyn, New York, el 13 de julio de 1946-25 de julio de 2015) fue un jugador y entrenador de baloncesto estadounidense que disputó siete temporadas en la NBA. También ejerció de entrenador durante una temporada, en la 1977-78, de los Detroit Pistons. Con 2,03 metros de altura, jugaba en la posición de ala-pívot.

## Trayectoria deportiva

### Universidad
Jugó durante cuatro temporadas con los Quakers del Guilford College, una pequeña universidad de la División III de la NCAA, consiguiendo ser elegido en 1968 y 1969 All-American, el último año consensuado, tras promediar 24,7 puntos y 23,3 rebotes por partido. Acaparó en toda su trayectoria colegial infinidad de récords de Guilford, como el de máximo anotador, con 2.570 puntos, rebotes o porcentaje de tiros de campo, entre otros.
En el total de su carrera universitaria promedió 22,7 puntos y 15,9 rebotes por partido.

### Profesional
Fue elegido en la tercera posición del Draft de la NBA de 1968 por Seattle Supersonics, siendo elegido a su vez en el draft de la ABA por Oakland Oaks. En su única temporada en los Sonics, la segunda de la historia de la franquicia, consiguieron acabar con un balance de 32 victorias y 15 derrotas, pero Kauffman contó poco para su entrenador, manteniéndolo gran parte de los partidos en el banquillo. Al año siguiente su entrenador Lenny Wilkens lo traspasó a Chicago Bulls a cambio del veterano pívot Bob Boozer, donde su nuevo entrenador, Dick Motta, tampoco confió en él, dejándolo durante todos los playoffs de ese año en el banquillo.
Fue traspasado al año siguiente por medio del draft de expansión al nuevo equipo de los Buffalo Braves, donde por fin tuvo la oportunidad de demostrar su valía. Se hizo con el puesto de pívot titular, respondiendo a la confianza depositada en él con 20 puntos, 11 rebotes y 4,5 asistencias por partido, iderando al equipo en los tres apartados. Ese año jugó su primer All-Star Game.
Con la incorporación al equipo del pívot nato Elmore Smith, Kauffman regresó a su posición natural, algo más alejada del aro, manteniendo sus buenos números (18,9 puntos y 10,2 rebotes por partido), siendo elegido de nuevo para disputar el partido de las estrellas.En la temporada 1972-73 llegaron al equipo el entrenador Jack Ramsay y el rookie Bob McAdoo, formando junto con Kauffman y Smith una tripleta de hombres altos temible. Pero los resultados no llegaron, a pesar de una nueva buena temporada a nivel individual de Kauffman, ganándose su tercera selección para el All Star, promediando 15,5 puntos y 11,1 rebotes por partido. Pero el equipo acabó con un pobre balance de 21 victorias y 61 derrotas, por lo que se hizo preciso un cambio.
Ramsey optó por traspasar a Smith, utilizar a McAdoo, un alero nato, como pívot, y relegar a Kauffman al banquillo. No llegó a acostumbrarse a su nuevo estado, a pesar de que las victorias llegaron, siendo traspasado a Atlanta Hawks al finalizar la temporada 1973-74. Allí se vio relegado de nuevo al puesto de suplente, por lo que optó por retirarse al finalizar el año. En sus 7 temporadas como profesional promedió 11,5 puntos y 7,0 rebotes por partido.

### Entrenador
Tras dejar el deporte en activo, Kauffman ocupó el cargo de General Mánager de Detroit Pistons, y durante la temporada 1977-78 fue el entrenador, cosechando 29 victorias y 29 derrotas. Su inexperiencia en el puesto y su juventud (32 años) hicieron que no siguiese al año siguiente.

## Estadísticas de su carrera en la NBA

### Temporada regular
| Año      | Equipo   | PJ  | PT | MPP  | %TC  | %3P | %TL  | RPP  | APP | ROB | TPP | PPP  |
| -------- | -------- | --- | -- | ---- | ---- | --- | ---- | ---- | --- | --- | --- | ---- |
| 1968-69  | Seattle  | 82  | –  | 20.2 | 442  | –   | .702 | 5.9  | 1.0 | –   | –   | 7.8  |
| 1969-70  | Chicago  | 64  | –  | 12.1 | .425 | –   | .715 | 3.3  | 1.2 | –   | –   | 4.3  |
| 1970-71  | Buffalo  | 78  | –  | 35.6 | .471 | –   | .740 | 10.7 | 4.5 | –   | –   | 20.4 |
| 1971-72  | Buffalo  | 77  | –  | 41.6 | .497 | –   | .795 | 10.2 | 3.9 | –   | –   | 18.9 |
| 1972-73  | Buffalo  | 77  | –  | 39.6 | .505 | –   | .780 | 11.1 | 5.1 | –   | –   | 17.5 |
| 1973-74  | Buffalo  | 74  | –  | 17.6 | .467 | –   | .713 | 4.4  | 1.9 | .5  | .2  | 6.1  |
| 1974-75  | Atlanta  | 73  | –  | 10.9 | .433 | –   | .702 | 2.5  | 1.1 | .3  | .1  | 3.9  |
| Total    | Total    | 525 | –  | 25.8 | .477 | –   | .749 | 7.0  | 2.7 | .4  | .1  | 11.5 |
| All-Star | All-Star | 3   | 0  | 6.7  | .400 | –   | .500 | .7   | .7  | –   | –   | 1.7  |

### Playoffs
| Año    | Equipo  | PJ | PT | MPP | %TC  | %3P | %TL  | RPP | APP | ROB | TPP | PPP |
| ------ | ------- | -- | -- | --- | ---- | --- | ---- | --- | --- | --- | --- | --- |
| 1970   | Chicago | 3  | –  | 4.7 | .333 | –   | .667 | 2.0 | 1.3 | –   | –   | 1.3 |
| 1974   | Buffalo | 2  | –  | 5.0 | .333 | –   | .000 | .5  | 1.0 | .0  | .0  | 1.0 |
| Career | Career  | 5  | –  | 4.8 | .333 | –   | .400 | 1.4 | 1.2 | .0  | .0  | 1.2 |